# Mount-Banahaw-Nasenratte

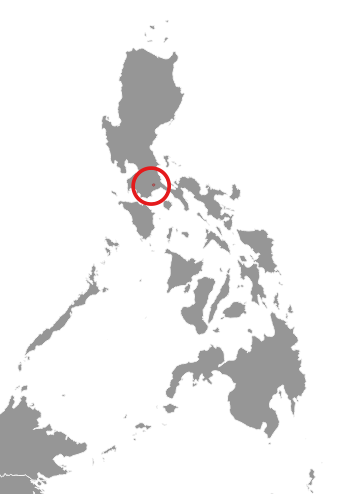
Lage des Vulkans Banahaw auf Luzon (im Kreis)

Die Mount-Banahaw-Nasenratte (Rhynchomys banahao) ist ein im Jahr 2007 wissenschaftlich beschriebenes Nagetier in der Gattung der Nasenratten. Das Typusexemplar wurde in einem Nationalpark am Vulkan Banahaw gefunden. Laut genetischen Studien ist es die Schwesterart zur Mount-Isarog-Nasenratte.

## Merkmale
Die Art hat mit einer Kopf-Rumpf-Länge von 178 bis 190 mm, einer Schwanzlänge von 126 bis 130 mm und einem Gewicht von 135 bis 155 g etwa dieselbe Statur wie andere Gattungsmitglieder. Es sind etwa 40 mm lange Hinterfüße und ungefähr 25 mm lange Ohren vorhanden. Der letzte Teil des Namens beruht auf der länglichen zugespitzten Schnauze. Andere Kennzeichen sind kleine Augen, winzige Schneidezähne und lange Vibrissen. Bei diesem Nagetier ist das weiche und dichte Fell oberseits dunkelgrau und unterseits grau. Typisch sind langschmale Füße. In jeder Kieferhälfte sind zwei Molaren vorhanden. Weibchen besitzen zwei Paar Zitzen. Manchmal ist ein weißer Fleck auf dem Bauch vorhanden.
Die kurzen Vorderpfoten besitzen kräftige Finger, einen Nagel am Daumen und Krallen an den anderen Fingern. Die Oberseite der Füße ist nicht wie bei den anderen Gattungsvertretern weiß, sondern grau. Die Mount-Banahaw-Nasenratte hat einen schwarzen Schwanz mit Ausnahme einer kurzen Spitze, der Pigmente fehlen.

## Verbreitung und Lebensweise
Das Tier lebt im Mounts-Banahaw-San-Cristobal-Nationalpark auf der Insel Luzon in den nördlichen Philippinen. Funde stammen von 1465 bis 2030 Meter Höhe. Die Art bewohnt Bergwälder, in denen Pflanzen der Gattungen Steineiben, Lithocarpus (Buchengewächse) und Syzygium (Myrtengewächse) häufig sind. Angrenzendes Weide- oder Buschland wurde nicht besucht.
Die Mount-Banahaw-Nasenratte ist zwischen Abend- und Morgendämmerung aktiv und sie bewegt sich auf dem Boden. Im Magen eines Tieres wurden Reste von Regenwürmern sowie Flügel und Schalen von Insekten gefunden. Zum sozialen Verhalten und zur Fortpflanzung gibt es keine Angaben.

## Gefährdung
Möglicherweise wirken sich zunehmender Bergtourismus und eine intensive Nutzung durch Pilger negativ aus. Ackerbau und Weidenutzung kommen nur in den tieferen Lagen vor. In geeigneten Habitaten ist die Art häufiger als andere kleine Säugetiere. Die IUCN listet die Mount-Banahaw-Nasenratte als nicht gefährdet (least concern).